# Милденау
Милденау (њем. Mildenau) општина је у њемачкој савезној држави Саксонија. Једно је од 69 општинских средишта округа Ерцгебирге. Према процјени из 2010. у општини је живјело 3.679 становника. Посједује регионалну шифру (AGS) 14521400.

## Географски и демографски подаци
Милденау се налази у савезној држави Саксонија у округу Ерцгебирге. Општина се налази на надморској висини од 515 метара. Површина општине износи 31,7 km². У самом мјесту је, према процјени из 2010. године, живјело 3.679 становника. Просјечна густина становништва износи 116 становника/km².

## Међународна сарадња
| Мјесто | Држава   | Врста сарадње | Од    |
| ------ | -------- | ------------- | ----- |
| Паиде  | Естонија | партнерство   | 1992. |
| Извор  |          |               |       |